# St. Maria (Loppenhausen)

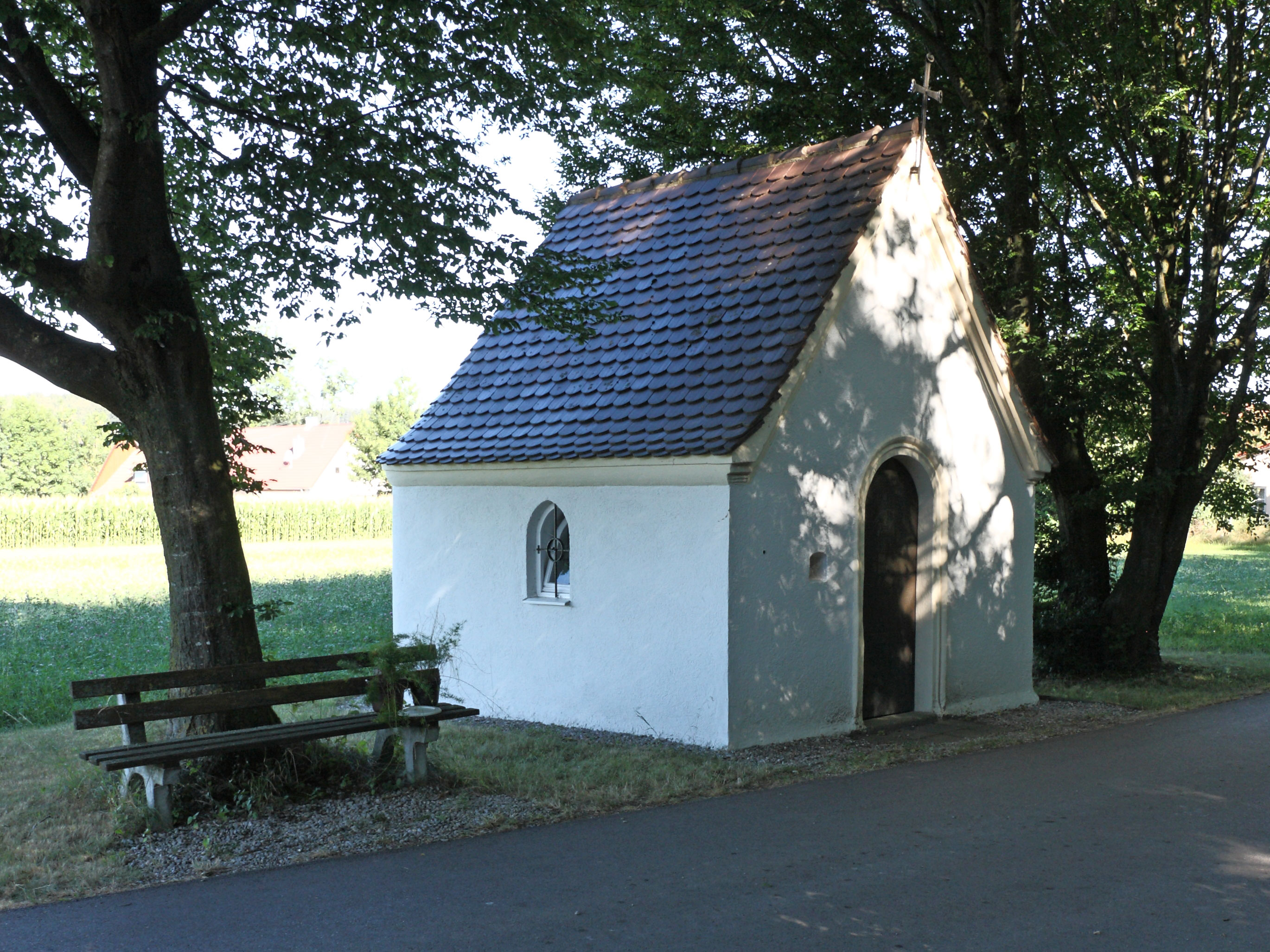
Loppenhausen Kapelle St. Maria SO

Die römisch-katholische Kapelle St. Maria am südlichen Ortsende von Loppenhausen, einem Ortsteil der Gemeinde Breitenbrunn im Landkreis Unterallgäu (Bayern), wurde im 18. Jahrhundert errichtet und steht unter Denkmalschutz.

## Baubeschreibung
Der 1969 renovierte kleine Bau besteht aus einem halbrund geschlossenen Raum, den eine Flachdecke über hoher schräger Volute überspannt. In die nach Westen ausgerichtete Kapelle erfolgt der Zugang durch eine profilierte und gerahmte Rundbogentür an der Ostseite. An den Giebelschrägen, wie auch an der Traufe befinden sich profilierte Gesimse. Ein kleines Spitzbogenfenster ist jeweils an den Längsseiten eingelassen.

## Ausstattung
Oberhalb des gemauerten Mensaaltares befindet sich ein Gemälde mit der Darstellung der Muttergottes von Loreto als Fürbitterin der Armen Seelen. Das auf Holz gemalte Bildnis stammt aus der Zeit um 1700 und trägt die Inschrift Renoviert 1782 et 1821. In der Kapelle befinden sich zahlreiche überwiegend aus der Zeit um 1800 stammende Votivbilder, sämtlich auf Holz gemalte Ölbilder, viele davon mit geschweiftem oberem Abschluss, sowie an den äußeren Enden mit konsolenartig herabgezogener Sohle.
Zwei Hinterglasbilder aus dem frühen 19. Jahrhundert mit dem Herz Jesu bzw. dem Herz Mariä befinden sich in der Kapelle.